# Scyphostelma nubicola
Scyphostelma nubicola är en oleanderväxtart som först beskrevs av Morillo, och fick sitt nu gällande namn av Liede och Meve. Scyphostelma nubicola ingår i släktet Scyphostelma och familjen oleanderväxter. Inga underarter finns listade i Catalogue of Life.